# クレステン・ダルスゴー
クレステン・ダルスゴー（デンマーク語: Christen Dalsgaard [ˈkʁæsd̥jan ˈtɛˀlsˌkɒˀ]、1824年10月30日 - 1907年2月11日）は19世紀後半のデンマークの画家である。

## 略歴
ユトランド半島のスキーヴェ（Skive）の邸宅、クラベスホルム（Krabbesholm）に生まれた。早くから美術の才能を示し、リムフィヨルドに面した美しいスキーヴェの風景は、彼の作品に影響を与えた。工芸学校を卒業した後、1841年にデンマーク美術院に入学し、1847年に卒業した後も、クリストファー・エカスベア（Christoffer Wilhelm Eckersberg）に師事し、風景画家のマーティヌス・ラービュー（Martinus Rørbye）の個人教授を受けた。
1844年に、「ナショナル・ロマンティシズム」（national romanticism）を推進した、美術史家、批評家のホイエン(Niels Lauritz Høyen)に影響を受けて、民衆の姿を描くようになった。ホイエンの思想の最も忠実な実践者として、デンマークの伝統的な風習や民族衣装、職業の人々の姿を描き、同時代の画家の多くが海外に旅したのに対して、外国で修行することはなかった。
1847年に、シャルロッテンボー宮殿の展覧会に初めて出展し、その後も出展を続けた。1856年に修道士が訪れた場面を描いた、"Mormoner på besøg hos en tømrer på landet"を製作した。その他にリムフィヨルドを描いた風景画や、婦人像でしられている。ダルスゴーの作品はコペンハーゲン国立美術館や、スキーヴェ美術館に展示されている。
1857年に結婚して、デンマーク首都地域のフレズレクスボー市（Frederiksberg）に住んだ。彼の屋敷にはハンセン（Constantin Hansen）、マーストラン（Wilhelm Marstrand）、スコウゴール（Peter Christian Skovgaard）、キューン（Vilhelm Kyhn）ら多くの画家が集まった。
1862年から1892年の間、にソーレの美術学校で教えた。1878年のパリ万国博覧会の展覧会に出展した。1859年と1861年にデンマーク王立美術院の賞、De Neuhausenske Præmierを受賞し、1879年にダンネブロ勲章（3等級）、1904年にダンネブロ勲章（2等級）を受勲した。

## 作品

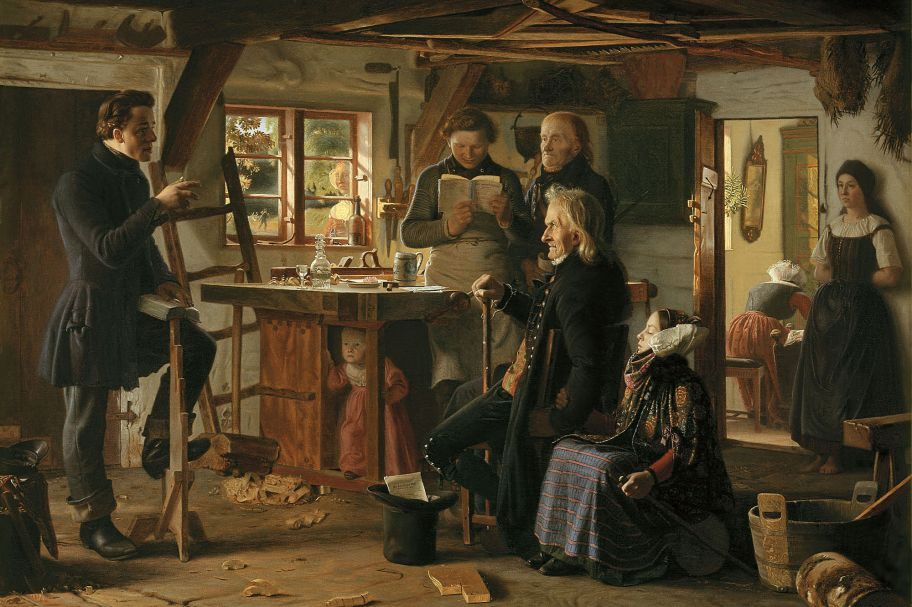
村の大工を訪れた宣教師(1856)
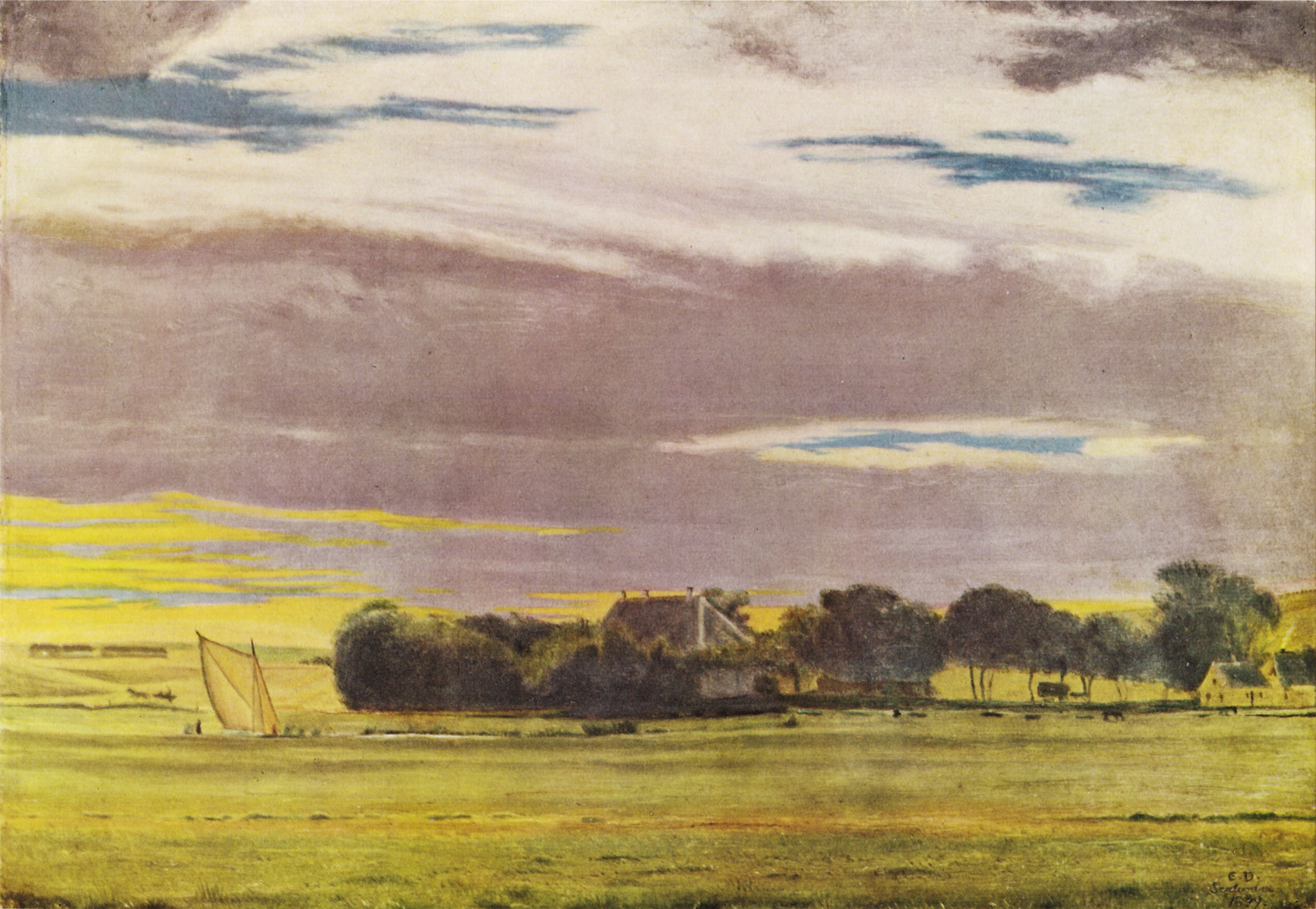
Skiveegnenの風景(1849)
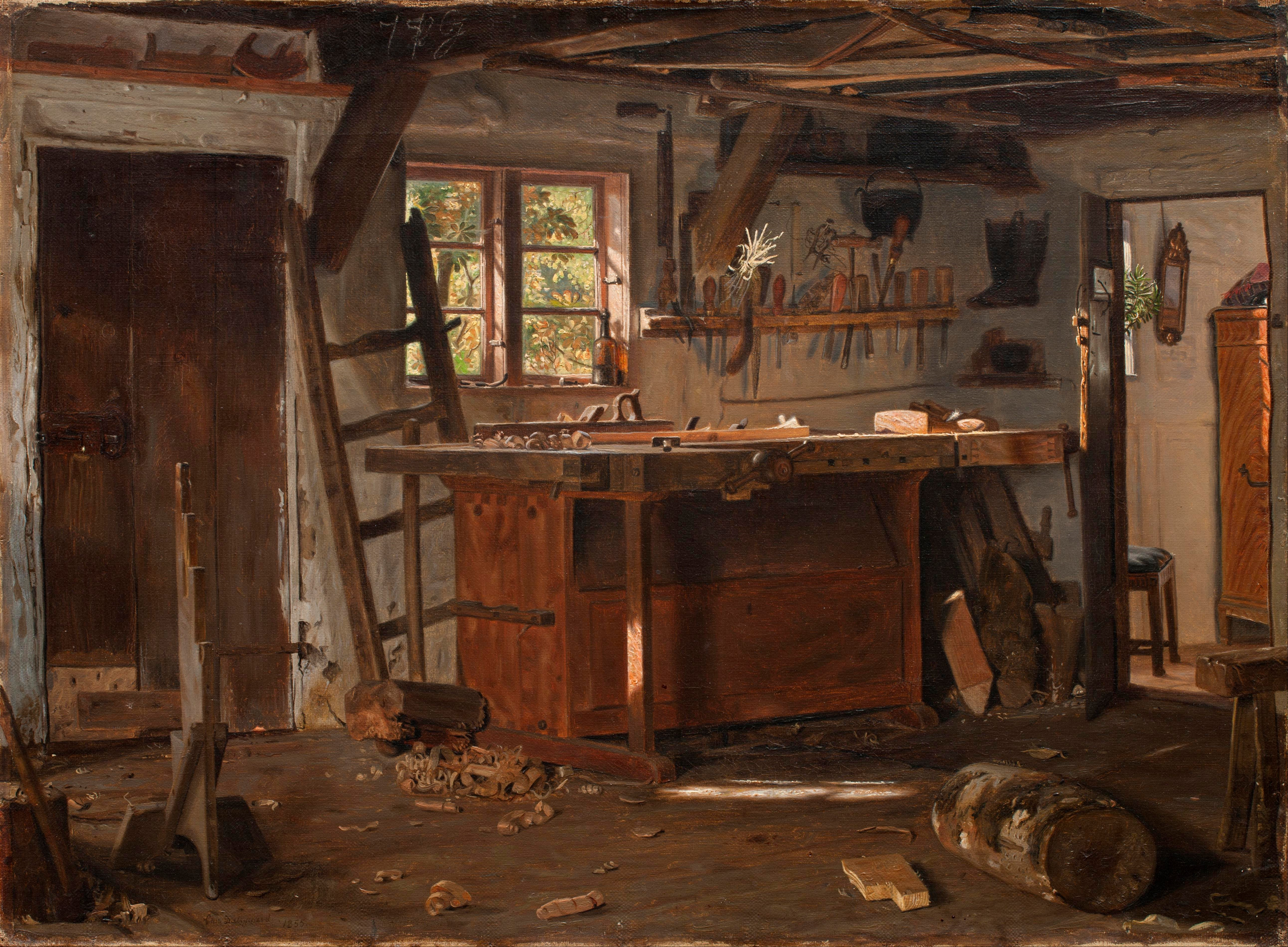
大工の仕事場(1851)

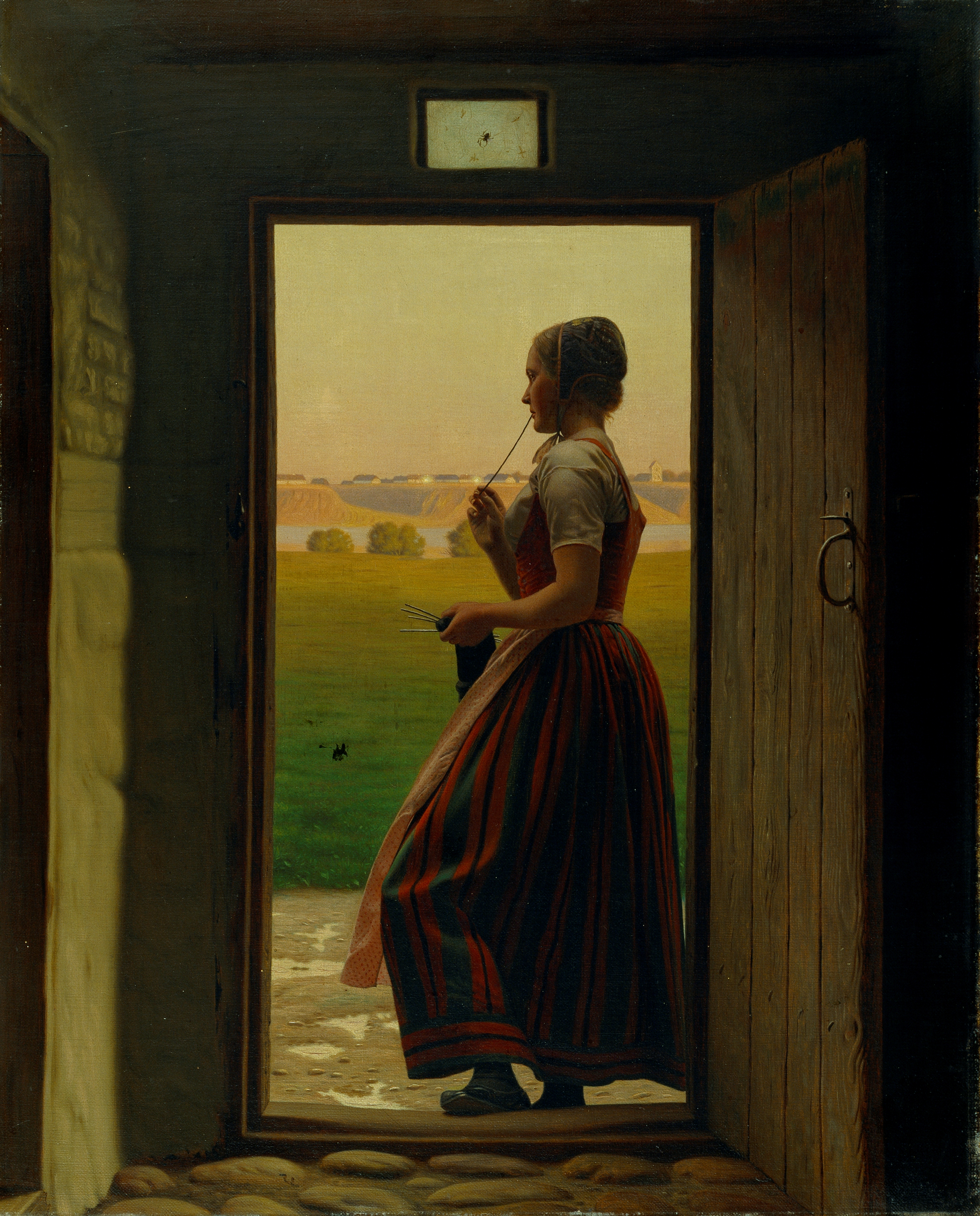
彼は来ないのかしら？(1879)
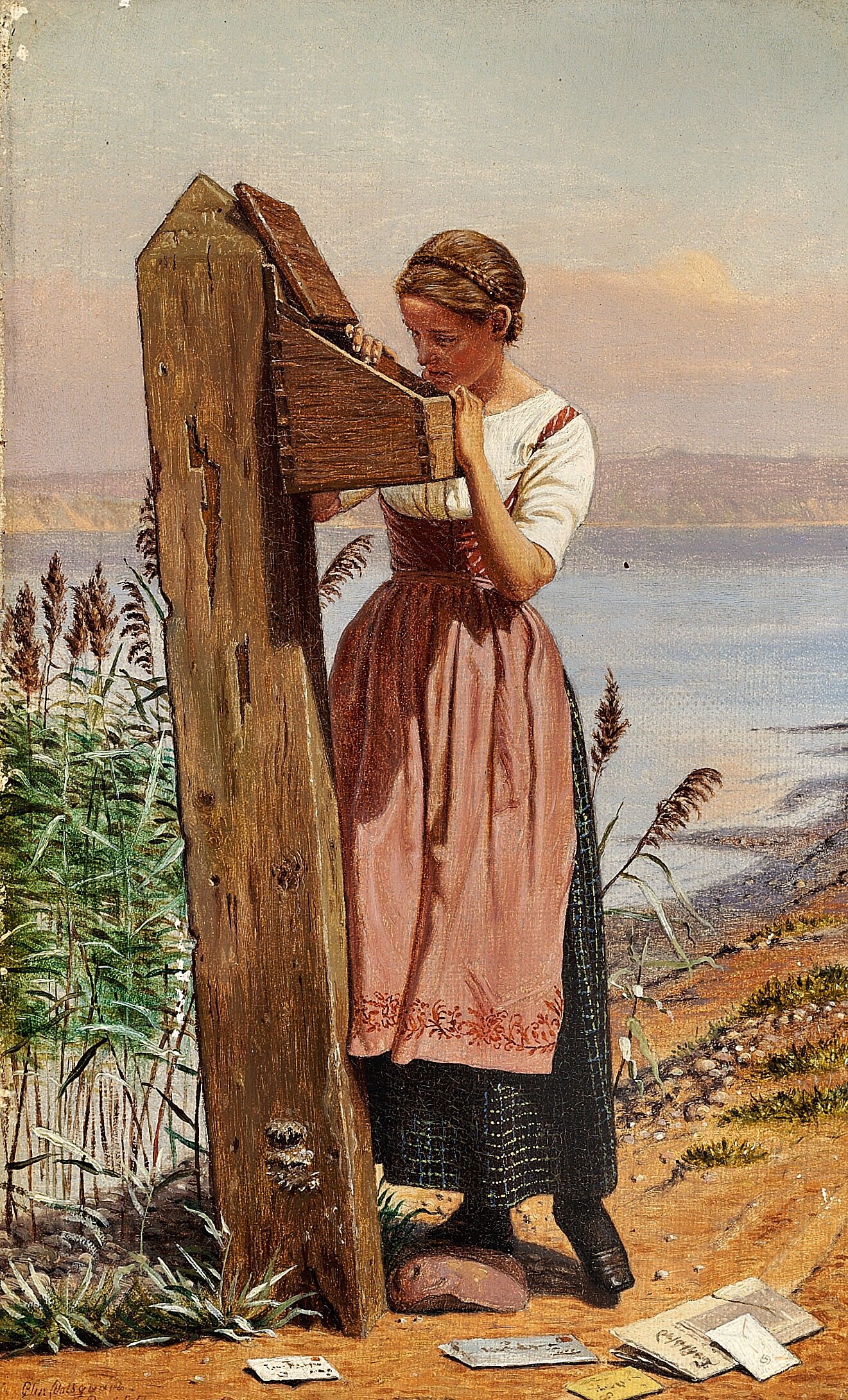
私への手紙は来てないのかしら？(1884)
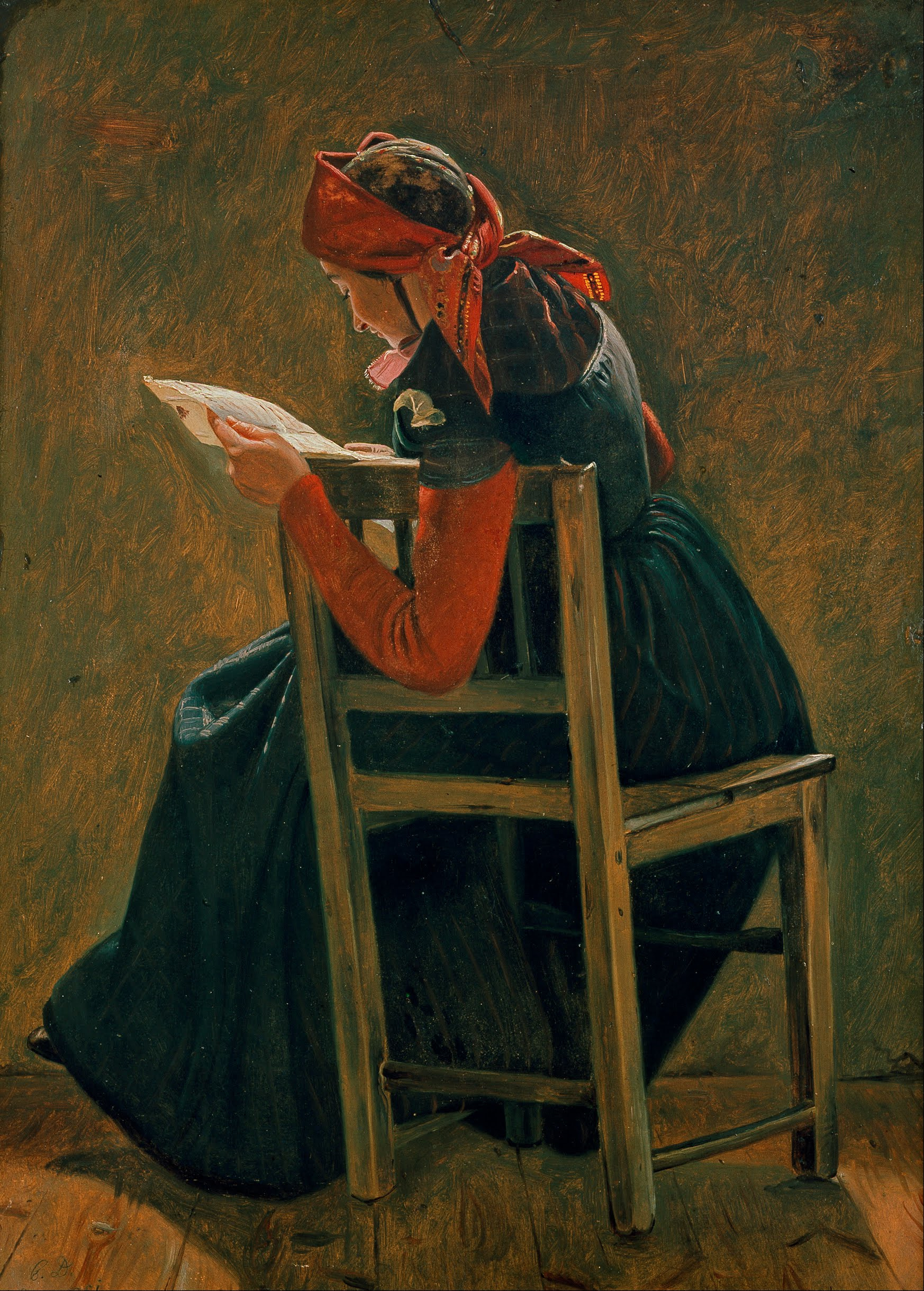
(1851)
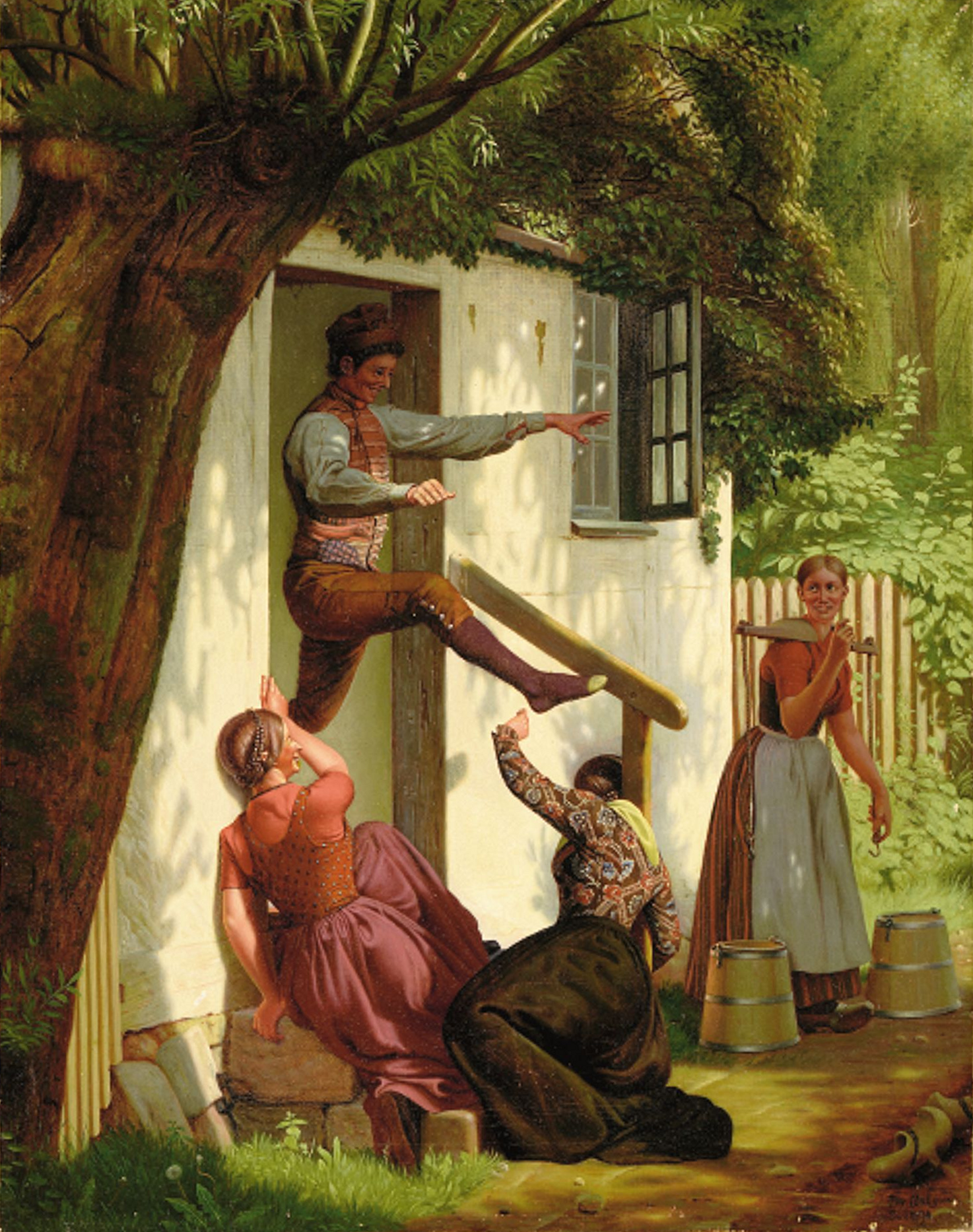